# 松崎圭介
松崎 圭介（まつざき けいすけ、1992年10月18日 - ）は日本の男子元バスケットボール選手、指導者。長崎県出身。
2022年より、母校西海学園高等学校で現代社会の教員として教鞭を執りながら、バスケットボール部のアシスタントコーチに就いている。

## 人物
相浦小学校、相浦中学校、西海学園高等学校、九州国際大学を卒業。
2015-16シーズン、レノヴァ鹿児島と契約。
チーム名が鹿児島レブナイズとなった2016-17シーズン以降も引き続き契約。
2017-18シーズンは、チームキャプテンを務めた。
2018-19も継続して鹿児島レブナイズと契約。
2022年、現役を引退。ホーム最終戦アイシンアレイオンズ戦で引退セレモニーを行うが、この試合は廃部となるアイシンのラストゲームでもあった。
その後最終節東京八王子ビートレンズ戦にも帯同しプレイ。奇しくも最終戦は八王子の亀﨑光博の引退試合とも重なり、試合後は両名とも引退セレモニーを行う形となる。
2022年5月5日、クラブから松崎がつけていた背番号41がレブナイズの永久欠番として制定されることが発表された。
母校西海学園高校の鍛治和彦監督から請われ、引退後、バスケットボール部のアシスタントコーチに就任した。

## 個人成績
| シーズン     | チーム           | GP | GS | MPG  | FG%  | 3P%  | FT%  | RPG | APG | SPG | BPG | TO  | PPG |
| ------------ | ---------------- | -- | -- | ---- | ---- | ---- | ---- | --- | --- | --- | --- | --- | --- |
| NBDL 2015-16 | レノヴァ鹿児島   | 36 | 35 | 23.7 | 28.4 | 15.5 | 68.2 | 4.6 | 1.2 | 1.6 | 0.2 | 1.2 | 3.9 |
| B2 2016-17   | 鹿児島レブナイズ | 59 | 43 | 20.9 | 33.6 | 28.5 | 72.9 | 3.1 | 0.9 | 0.9 | 0.1 | 1.1 | 4.8 |
| B3 2017-18   | 鹿児島レブナイズ | 58 | 58 | 26.9 | 40.4 | 35.5 | 60.0 | 2.9 | 1.9 | 1.3 | 0.1 | 1.1 | 6.7 |
| B3 2018-19   | 鹿児島レブナイズ | 58 | 33 | 21   | .359 | .309 | .684 | 2.9 | 1.5 | 1.2 | 0.1 | 0.8 | 4.1 |
| B3 2019-20   | 鹿児島レブナイズ | 35 | 13 | 19.7 | .338 | .327 | .786 | 2.6 | 0.9 | 0.8 | 0.1 | 0.5 | 4.1 |
| B3 2020-21   | 鹿児島レブナイズ | 39 | 31 | 20.7 | .410 | .370 | .467 | 2.7 | 1.4 | 1.1 | 0   | 0.8 | 5.4 |
| B3 2021-22   | 鹿児島レブナイズ | 44 | 12 | 12.2 | .308 | .257 | .556 | 1   | 1.1 | 0.5 | 0.1 | 0.5 | 2.6 |